# Parafia Najświętszej Maryi Panny Anielskiej w Jaworznie-Dąbrowie Narodowej
Parafia Najświętszej Maryi Panny Anielskiej w Jaworznie-Dąbrowie Narodowej – rzymskokatolicka parafia, położona w dekanacie jaworznickim NMP Nieustającej Pomocy, diecezji sosnowieckiej, metropolii częstochowskiej w Polsce, erygowana w 1950 roku.